# Сеймур Джонсон (авіабаза)
Авіаба́за Сеймур Джонсон (англ. Seymour Johnson Air Force Base, (IATA: KGSB, ICAO: GSB, FAA ідент. місц.: KGSB) — діюча військово-повітряна база Повітряних сил США розташована поблизу Ґолдсборо у штаті Північна Кароліна. За станом на 2020 рік база є пунктом постійної дислокації 4-го винищувального Бойового Командування та 916-го авіакрила дозаправлення Командування Резерву ПС США.

## Історія
Військово-повітряна база імені Сеймура Джонсона примикає до Ґолдсборо, штат Північна Кароліна, міста на шосе 70 приблизно на півшляху між Ралі — столицею штату — та Нью-Берном — колишньою столицею — на узбережжі. База Сеймура Джонсона займає понад 3 300 гектарів у південно-східній частині Ґолдсборо. Військовий аеродром був відкритий у квітні 1942 року як штаб-квартира Технічного відділу Командування технічної підготовки повітряних сил армії США. З червня 1943 року базі було додано другорядну місію, яка включала підготовку офіцерів та пілотів для закордонних відряджень. Підрозділ був відомий як Тимчасовий заморський навчальний центр. У вересні 1943 року Сеймур Джонсон отримав третю місію: забезпечити базову військову підготовку курсантів, які готуються стати технічними офіцерами в повітряних силах армії.
Наприкінці Другої світової війни в Європі авіабаза Сеймур Джонсон стала центральною збірною станцією для переробки та навчання військ, що здійснювали переміщення через континентальні Сполучені Штати до Тихого океану. у вересні 1945 року, із завершенням світової війни в Азії, це завдання було скасоване, аеродром став центром демобілізації колишніх військових повітряних сил. У травні 1946 року авіабазу деактивували, а в 1956 році знову відновили.
1 квітня 1956 року авіабаза Сеймур Джонсон увійшла до Тактичного повітряного командування ПС, через три місяці вона стала пунктом постійної дислокації 83-го винищувального авіакрила.
З 1957 року аеродром став центром базування 4-го винищувального крила, яке замінило 83-тє крило. З того часу і до 2020 року 4-те крило продовжує базуватися у Сеймур Джонсон, дві ескадрильї перебувають у постійній бойовій готовності до дій у будь-якому регіоні світу, ще дві ескадрильї є у резерві.

##### Формування на авіабазі Сеймур Джонсон (2020)
Бойове командування
- 9-та повітряна армія (Шоу, Південна Кароліна)
  - 4-те винищувальне крило (F-15E «Страйк Ігл»)

 Командування Резерву ПС США
- 4-та повітряна армія (Марч, Каліфорнія)
  - 916-те авіакрило дозаправлення (KC-135R «Стратотанкер»)
- 10-та повітряна армія (Шоу, Південна Кароліна)
  - 304-ма винищувальна ескадрилья 944-го винищувального крила (F-15E «Страйк Ігл»)